# Аменев, Алексей Фёдорович
Алексей Фёдорович Аменев (9 декабря 1898 года, деревня Коленово, ныне Юрьев-Польский район, Владимирская область — 15 января 1971 года, Москва) — советский военный деятель, Полковник (1938 год).

## Начальная биография
Алексей Фёдорович Аменев родился 9 декабря 1898 года в деревне Коленово ныне Юрьев-Польского района Владимирской области.

## Военная служба

### Гражданская война
С ноября 1918 года служил в рядах РККА.
В 1919 году окончил 1-е командные пехотные курсы.
С мая 1919 года Аменев принимал участие в Гражданской войне и служил в 170-м стрелковом полку (вскоре переименованном в 50-й) в составе 17-й бригады 6-й стрелковой дивизии на должностях помощника начальника и начальника пулеметной команды, командира взвода пешей разведки и начальника пешей разведки полка. С февраля 1920 года Аменев в этой же бригаде служил на должностях начальника по сбору оружия, для поручений отделения связи и командира комендантского взвода.
Принимал участие в боях против войск под командованием генерала Н. Н. Юденича под Петроградом, с мая по сентябрь 1920 года — в боях советско-польской войны в районе городов Полоцк и Лепель, в Варшавской операции, а затем на гродненском направлении. С октября 1920 по февраль 1921 года воевал против белогвардейских формирований в районе городов Лепель и Сенно.

### Межвоенное время
С августа 1921 года командовал взводом в 50-м стрелковом полку 6-й стрелковой дивизии. В марте 1922 года был назначен на должность делопроизводителя штаба ЧОН МВО, в мае — на должность командира взвода 2-го батальона 2-й Московской бригады ОН.
С августа 1922 года учился в Восточной Объединённой военной школе 2-й ступени, а с марта 1923 года — на повторных курсах среднего комсостава Западного фронта в Смоленске.
С мая 1923 года служил в 6-м стрелковом полку на Западном фронте (в апреле 1924 года преобразован в ЗапВО, а в октябре 1926 года — в БВО) на должностях командира взвода, помощника командира роты, командира хозяйственной роты, командира стрелковой роты и начальника штаба стрелкового батальона.
В 1930 году окончил курсы усовершенствования комсостава «Выстрел».
В декабре 1931 года Аменев был назначен на должность помощника начальника 1-й части штаба 2-й стрелковой дивизии. С мая 1932 года проходил обучение на курсах по разведке при 4-м управлении Штаба РККА, по окончании которых вернулся в эту же дивизию и был назначен на должность начальника 2-й части штаба дивизии.
С февраля 1938 года временно исполнял должность командира 4-го стрелкового полка. В январе 1939 года был назначен на должность помощника начальника штаба этой дивизии, затем — на должность старшего помощника начальника разведывательного отдела Минской армейской группы войск, а в апреле 1939 года — на должность председателя Минского областного совета Осоавиахима.
В 1940 году окончил два курса вечернего факультета Военной академии имени М. В. Фрунзе.

### Великая Отечественная война
В июле 1941 года полковник Алексей Фёдорович Аменев был назначен на должность командира 871-го стрелкового полка в составе 276-й стрелковой дивизии ОрВО, а в августе включённого в состав 51-й отдельной армии. С февраля 1942 года полковник Аменев временно исполнял должность командира 276-й стрелковой дивизии 1-го формирования (СКВО). С марта дивизия в составе 44-й армии Крымского фронта принимала участие в боях на Керченском полуострове, в ходе которых отражала многочисленные атаки противника, и, сражаясь в полуокружении, дивизия оставила позиции после получения соответствующего приказа командующего армией. В ходе эвакуации из Крыма Аменев был ранен и госпитализирован. После окончания лечения с июля 1942 года временно исполнял должность командира 302-й стрелковой дивизии Северо-Кавказского фронта. В августе дивизия была включена в состав 51-й армии (Сталинградский фронт) и участвовала в Сталинградской битве. 14 августа дивизия была выведена в резерв армии. С сентября того же года Аменев исполнял должность начальника штаба тыла 51-й армии, а с февраля 1943 года находился в распоряжении командующего войсками Южного фронта и выполнял задания по линии тыла.
В июне 1943 года был назначен на должность начальника штаба 55-го стрелкового корпуса. С 19 по 27 июня полковник Аменев временно командовал этим корпусом в ходе его формирования в составе 28-й армии Южного фронта. В августе того же года был назначен на должность заместителя командира сначала 151-й, а затем 295-й стрелковых дивизий.
С января 1944 года проходил обучение в ходе ускоренного курса Высшей военной академии имени К. Е. Ворошилова, по окончании которого в декабре 1944 года был назначен на должность инспектора пехоты Красной Армии при НКО СССР.

### Послевоенная карьера
В мае 1945 года Аменев был назначен на должность начальника военной кафедры Высшей центральной школы ЦК ВЛКСМ.
Полковник Алексей Фёдорович Аменев в 1946 году вышел в запас. Умер 15 января 1971 года в Москве.

## Награды
- Орден Ленина (21.02.1945[1]);
- Орден Красного Знамени (03.11.1944 [1]);
- Медали.